# شاپرک خاشاک غربی
شاپرک خاشاک غربی (نام علمی: Hemerocampa vetusta) نام یک گونه از تیره شاپرکان کپه‌ای است.